# آندره اونانا
آندره اونانا (فرانسوی: André Onana‎؛ ،زادهٔ ۲ آوریل ۱۹۹۶) بازیکن فوتبال اهل کامرون است که در پست دروازه‌بان برای باشگاه فوتبال منچستر یونایتد در لیگ برتر انگلستان و تیم ملی کامرون بازی می‌کند.

## زندگي شخصي
پسر عموی اونانا، فابریس اوندوآ، نیز به عنوان دروازه بان بازی می کند. در ماه مه 2019، اونانا در مورد دروازه بان سیاه پوست بودن صحبت کرد و گفت که به دلیل تصورات نادرست در مورد احتمال اشتباه دروازه بان های سیاه پوست، باید بیشتر از همتایان سفیدپوست خود کار کند.

## عملکرد باشگاهی

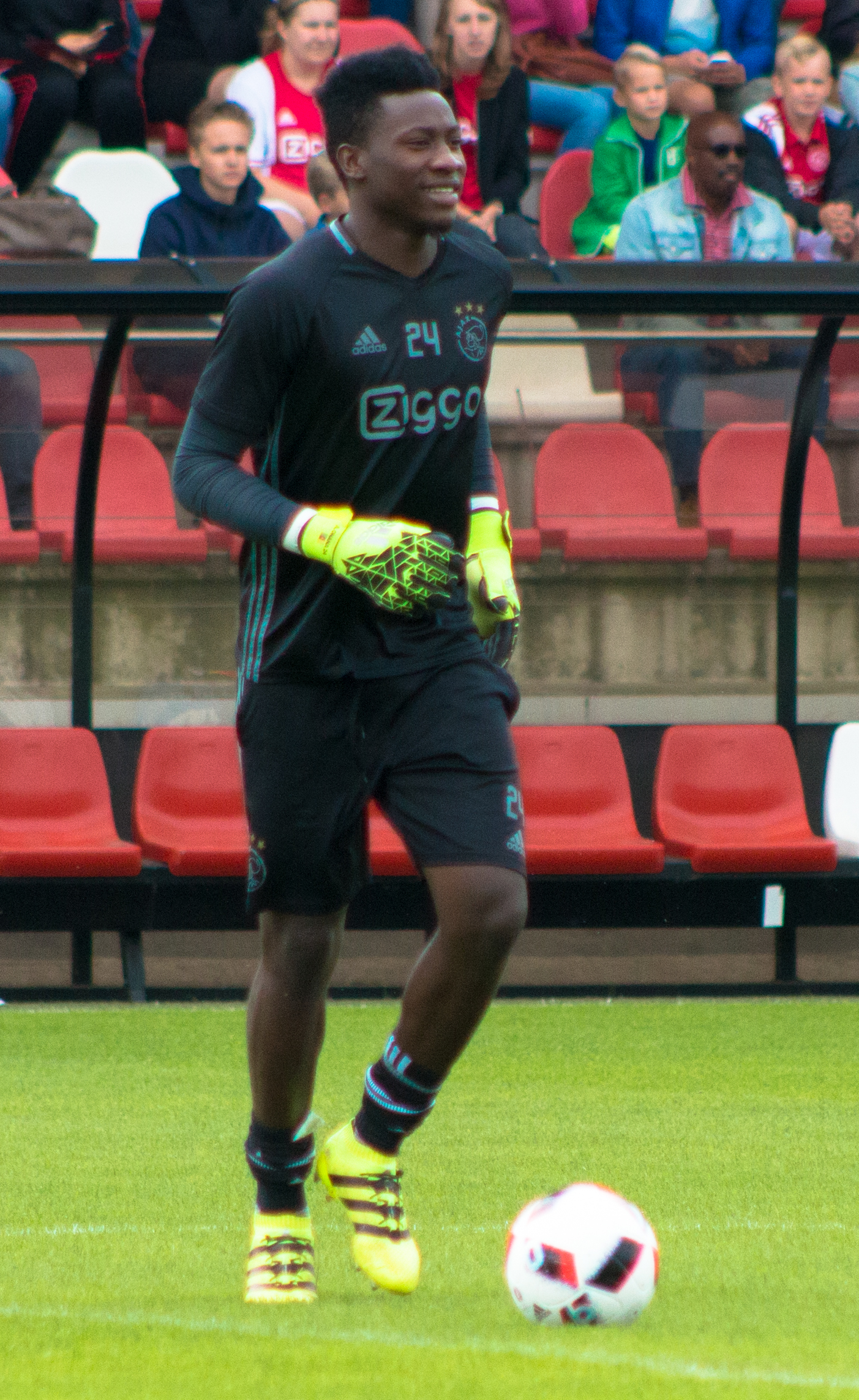
اونانا در تمرین پشت درهای باز 2016 آژاکس

آندره اونانا در سال ۲۰۱۰ و پس از شروع فعالیت در آکادمی به باشگاه فوتبال بارسلونا پیوست. در اوایل ژانویه ۲۰۱۶، اعلام شد که او در ژوئیه ۲۰۱۵ به باشگاه باشگاه فوتبال آژاکس ملحق خواهد شد. این انتقال بعداً در همان ماه انجام شد. اولین بازی خود را برای جونگ آژاکس در لیگ دسته اول فوتبال هلند در فوریه ۲۰۱۵ انجام داد. او در ماه مه ۲۰۱۷ قرارداد جدیدی با باشگاه فوتبال آژاکس تا سال ۲۰۲۱ امضا کرد. همچنین در مارس ۲۰۱۹ او قرارداد خود را تا ژوئن ۲۰۲۲ تمدید کرد.
در فوریه ۲۰۲۱، اونانا پس از آزمایش مثبت برای فوروزماید که یک ماده ممنوع است از بازی به مدت ۱۲ ماه توسط یوفا محروم شد. آژاکس گفت که وی داروی همسرش را به اشتباه مصرف کرده و آنها از این تصمیم تجدیدنظر خواهند کرد. دادگاه داوری ورزش در ماه ژوئن این محرومیت را به ۹ ماه کاهش داد. بعد از پایان محرومیت در ۱۰ بازی برای باشگاه فوتبال آژاکس انجام داد و موفق شد در پایان فصل ۲۲–۲۰۲۱ به قهرمانی در لیگ برتر فوتبال هلند برسد. در تاریخ ۳۰ ژوئن ۲۰۲۲ او در پستی از باشگاه فوتبال آژاکس خداحافظی کرد
بعد از آژاکس تصمیم گرفت به تیم  اینتر میلان، در تاریخ ژوئیه ۲۰۲۲ برود. او در یک فصلی که آنجا بود توانست عملکرد چشم گیری برای هواداران اینتر داشته باشد. در ۱۳ بازی UCL، موفق شد ۸ کلین شیت و توجه باشگاه های اروپایی را به خود جلب کرد. هر چند که او در بازی های لیگ نمایش جالبی نداشت اما در نهایت او در بازی های لیگ قهرمانان اروپا، بر سر زبان ها افتاد.
اونانا بعد از یک فصل حضور در اینتر میلان، این بار منچستر یونایتد را به عنوان باشگاه جدید خود انتخاب کرد. او جایگزین گلر افسانه منچستری ها، یعنی داوید دخیا که ۱۲ سال گلر منچستر یونایتد بود شد. اونانا در حضور اولیش با انتقاد های شدید همراه شد و بیشتر هواداران منچستر درخواست گلر دیگه ای را کردند.

## آمار باشگاهی
تا تاریخ ۵ آوریل  ۲۰۲۴
| باشگاه            | فصل               | لیگ               | لیگ  | لیگ | جام حذفی | جام حذفی | قاره‌ای | قاره‌ای | دیگر | دیگر | مجموع | مجموع |
| باشگاه            | فصل               | دسته              | بازی | گل  | بازی     | گل       | بازی   | گل     | بازی | گل   | بازی  | گل    |
| ----------------- | ----------------- | ----------------- | ---- | --- | -------- | -------- | ------ | ------ | ---- | ---- | ----- | ----- |
| آژاکس             | ۲۰۱۶–۱۷           | لیگ برتر هلند     | ۳۲   | ۰   | ۰        | ۰        | ۱۴     | ۰      | _    | _    | ۴۶    | ۰     |
| آژاکس             | ۲۰۱۷–۱۸           | لیگ برتر هلند     | ۳۳   | ۰   | ۱        | ۰        | ۴      | ۰      | _    | _    | ۳۸    | ۰     |
| آژاکس             | ۲۰۱۸–۱۹           | لیگ برتر هلند     | ۳۳   | ۰   | ۴        | ۰        | ۱۸     | ۰      | _    | _    | ۵۵    | ۰     |
| آژاکس             | ۲۰۱۹–۲۰           | لیگ برتر هلند     | ۲۴   | ۰   | ۳        | ۰        | ۱۱     | ۰      | ۱    | ۰    | ۳۹    | ۰     |
| آژاکس             | ۲۰۲۰–۲۱           | لیگ برتر هلند     | ۲۰   | ۰   | ۰        | ۰        | ۶      | ۰      | _    | _    | ۲۶    | ۰     |
| آژاکس             | ۲۰۲۱–۲۲           | لیگ برتر هلند     | ۶    | ۰   | ۲        | ۰        | ۲      | ۰      | ۰    | ۰    | ۱۰    | ۰     |
| مجموع آژاکس       | مجموع آژاکس       | مجموع آژاکس       | ۱۴۸  | ۰   | ۱۰       | ۰        | ۵۵     | ۰      | ۱    | ۰    | ۲۱۴   | ۰     |
| اینترمیلان        | ۲۰۲۲–۲۳           | سری آ             | ۲۴   | ۰   | ۳        | ۰        | ۱۳     | ۰      | ۱    | ۰    | ۴۱    | ۰     |
| مجموع اینتر میلان | مجموع اینتر میلان | مجموع اینتر میلان | ۲۴   | ۰   | ۳        | ۰        | ۱۳     | ۰      | ۱    | ۰    | ۴۱    | ۰     |
| منچستر یونایتد    | ۲۰۲۳–۲۴           | لیگ جزیره         | ۲۸   | ۰   | ۳        | ۰        | ۶      | ۰      | ۲    | ۰    | ۳۹    | ۰     |
| منچستر یونایتد    | منچستر یونایتد    | منچستر یونایتد    | ۲۸   | ۰   | ۳        | ۰        | ۶      | ۰      | ۲    | ۰    | ۳۹    | ۰     |
| مجموع آمار        | مجموع آمار        | مجموع آمار        | ۲۰۰  | ۰   | ۱۶       | ۰        | ۷۴     | ۰      | ۴    | ۰    | ۲۹۴   | ۰     |

+= قسمت دیگر شامل جام اتحادیه، سوپر جام داخلی و اروپا و جام باشگاه‌های جهان است.

## افتخارات

### باشگاهی
آژاکس
- لیگ برتر فوتبال هلند (۳): ۱۹–۲۰۱۸، ۲۱–۲۰۲۰، ۲۲–۲۰۲۱
- جام حذفی فوتبال هلند (۲): ۱۹–۲۰۱۸، ۲۱–۲۰۲۰
- جام یوهان کرایف (۱): ۲۰۱۹
- نایب‌قهرمانی لیگ اروپا (۱): ۱۷–۲۰۱۶

اینتر میلان
- کوپا ایتالیا (۱): ۲۳–۲۰۲۲
- سوپرجام ایتالیا (۱): ۲۰۲۲
- نایب‌قهرمانی لیگ قهرمانان اروپا (۱): ۲۳–۲۰۲۲

منچستر یونایتد
- جام حذفی انگلستان (۱): ۲۴–۲۰۲۳

### ملی
کامرون
- مقام سوم جام ملت‌های آفریقا (۱): ۲۰۲۱

### فردی
- بهترین بازیکن کامرونی سال (۱): ۲۰۱۸
- بهترین دروازه‌بان آفریقایی (۱): ۲۰۱۸
- تیم منتخب لیگ برتر هلند (۱): ۱۹–۲۰۱۸
- بهترین سیو ماه لیگ برتر انگلستان (۱): آوریل ۲۰۲۴

## آمار ملی

### بازی‌های ملی
تا تاریخ ۱۹ ژانویه ۲۰۲۴
| کامرون | کامرون | کامرون   | کامرون   |
| سال    | بازی   | کلین شیت | گل خورده |
| ------ | ------ | -------- | -------- |
| ۲۰۱۶   | ۱      | ۰        | ۱        |
| ۲۰۱۷   | ۱      | ۰        | ۴        |
| ۲۰۱۸   | ۶      | ۲        | ۵        |
| ۲۰۱۹   | ۸      | ۶        | ۴        |
| ۲۰۲۰   | ۲      | ۱        | ۱        |
| ۲۰۲۱   | ۲      | ۲        | ۰        |
| ۲۰۲۲   | ۱۴     | ۳        | ۱۴       |
| ۲۰۲۳   | ۳      | ۲        | ۱        |
| ۲۰۲۴   | ۱      | ۰        | ۳        |
| مجموع  | ۳۸     | ۱۶       | ۳۳       |

## عملکرد ملی
اونانا در پیروزی ۲–۱ تیمش مقابل تیم ملی فوتبال گابون در سپتامبر ۲۰۱۶ اولین بازی ملی خود را برای تیم ملی فوتبال کامرون انجام داد. او در ۲۳ دسامبر ۲۰۲۲ از تیم ملی فوتبال کامرون خداحافظی کرد.